# Мирзо Турсунзода (Кубодиёнский район)
Мирзо Турсунзода (тадж. Мирзо Турсунзода; до 2013 года — Ленин) — село в Хатлонской области Республики Таджикистан. Входит в состав джамоата (сельской общины) 20-летия Независимости (20-солагии Истиклолият) Кубодиёнского района.
Находится на расстоянии 4 км от центра джамоата (село Докки) и 5 км от центра района (пгт. Кубодиён).
Население — 1300 чел. (2017).